# ロマン・カノーヌ
ロマン・カノーヌ（Romain Cannone、1997年4月12日 - ）は、フランスのフェンシング（エペ）選手。2020年東京オリンピック男子エペ個人金メダリスト。

## 経歴
1997年フランスにて誕生。幼稚園の時に家族と一緒にブラジルに引っ越した。若いうちに家族と共にニューヨーク市のロウアー・イースト・サイドに移り、12歳でフェンシングを始め、その後13歳でニューヨークにあるフェンシングクラブにてマイケル・モクレツォフの下でトレーニングを行った。2019年、ブダペストで開催された男子個人エペ世界選手権にて30位にランクインした。2020年東京オリンピックで金メダルを獲得する前の最高順位は、2019年2月8日にバンクーバーで開催されたワールドカップでの7位であった。